# Ilyarachna armata
Ilyarachna armata är en kräftdjursart som beskrevs av David Everett Thistle 1980. Ilyarachna armata ingår i släktet Ilyarachna och familjen Munnopsidae. Inga underarter finns listade i Catalogue of Life.